# Роща (Клетнянский район)
Ро́ща — деревня в Лутенском сельском поселении Клетнянского района Брянской области.

## География
Расположена в 6 км к северо-востоку от села Лутна, на правом берегу реки Лутенки.

## История
Возникла в начале XX века. До 1964 также называлась Глушовка. Действовал колхоз «Путь Ворошилова».

## Население
| 2010 | 2013 |
| ---- | ---- |
| 34   | ↘23  |

## Транспорт и связь
Деревню обслуживает сельское отделение почтовой связи Лутна (индекс 242841).